# Austria ai Giochi della X Olimpiade
L'Austria partecipò ai Giochi della X Olimpiade, svoltisi a Los Angeles, Stati Uniti, dal 30 luglio al 14 agosto 1932, con una delegazione di 19 atleti impegnati in sette discipline.

## Medagliere

### Per discipline
| Sport              | Oro | Argento | Bronzo | Totale |
| ------------------ | --- | ------- | ------ | ------ |
| Scherma            | 1   | 0       | 0      | 1      |
| Sollevamento pesi  | 0   | 1       | 1      | 2      |
| Lotta greco-romana | 0   | 0       | 1      | 1      |
| Lotta libera       | 0   | 0       | 1      | 1      |
| Totale             | 1   | 1       | 3      | 5      |

### Medaglie
| Medaglia | Atleta           | Sport              | Evento                         |
| -------- | ---------------- | ------------------ | ------------------------------ |
| Oro      | Ellen Preis      | Scherma            | Fioretto individuale femminile |
| Argento  | Hans Haas        | Sollevamento pesi  | Pesi leggeri                   |
| Bronzo   | Nikolaus Hirschl | Lotta greco-romana | Pesi massimi                   |
| Bronzo   | Nikolaus Hirschl | Lotta libera       | Pesi massimi                   |
| Bronzo   | Karl Hipfinger   | Sollevamento pesi  | Pesi medi                      |